# Provincia de Svay Rieng
La Provincia de Svay Rieng es una provincia del Reino de Camboya situada al suroriente del país y su capital es la Ciudad de Svay Rieng. La Provincia tiene los siguientes límites: Vietnam la engloba y por el oeste limita con la Provincia de Prey Veng.

## Historia
Con la Provincia de Prey Veng, conforma una región nota solo por ser vía de paso entre Phnom Penh y Ciudad Ho Chi Minh. Pero el comercio que se desarrolla entre los dos países puede ayudar a darle una mayor importancia a esta Provincia.

## Geografía
Hace parte de la llanura camboyana que se adentra al Delta del Mekong en Vietnam.

## División política
La Provincia está dividida en 7 distritos:
- 2001 Chantrea
- 2002 Kompung Rou
- 2003 Rumduol
- 2004 Romeas Haek
- 2005 Svay Chrum
- 2006 Ciudad de Svay Rieng
- 2007 Svay Teab